# آلکساندر توپچیان
آلکساندر ادواردی توپچیان (ارمنی: Ալեքսանդր Էդուարդի Թոփչյան؛ انگلیسی: Alexandre Toptchian زادهٔ ۷ سپتامبر ۱۹۳۹ - درگذشته ۳ سپتامبر ۲۰۲۱) نویسنده، مترجم، نمایشنامه‌نویس،  منتقد ادبی، رمان‌نویس و تاریخ‌نگار ادبی اهل ارمنستان بود.

## زندگی‌نامه
وی در ۷ سپتامبر ۱۹۳۹ در ایروان به دنیا آمد و از دانشکده فلسفه دانشگاه دولتی ایروان فارغ‌التحصیل گشت. وی در آرمن‌فیلم، موزه هنر و ادبیات چارنتس، مجلس ملی جمهوری ارمنستان فعالیت می‌کرد. وی عضو اتحادیه نویسندگان شوروی بود. همچنین برندهٔ جوایزی همچون مدال طلای وزارت فرهنگ جمهوری ارمنستان و چهره فرهنگی شایسته جمهوری ارمنستان شده‌است. وی در ۳ سپتامبر ۲۰۲۱ در سن ۸۱ سالگی در ایروان درگذشت.

## یادداشت
1. ↑  Ռուբեն Սևակի անվան մրցանակ